# SN 2001fx
SN 2001fx – supernowa typu Ib odkryta 8 listopada 2001 roku w galaktyce IC5345. W momencie odkrycia miała maksymalną jasność 18,20m.